# Etbaal I
Etbaal I é um rei citado no Antigo Testamento como sendo pai de Jezabel, mulher do rei Acabe. Ele era filho de Airã, rei de Biblos. Seu nome, assim como o nome de vários fenícios e cartagineses, continha o nome do deus Baal; A palavra "Etbaal" significa com Baal. Na Bíblia, ele é rei de Sidom, mas outros registros históricos o mencionam também como rei de Tiro - em sua época, os dois reinos estavam unificados.
Segundo Menandro de Éfeso, citado por Flávio Josefo, Etbaal (Itobalus) era um sacerdote de Astarte, que tomou o trono de Tiro ao matar o rei anterior, Feles. Etbaal viveu 68 anos e reinou por 32, sendo sucedido por seu filho Baal-Eser II (Badezorus). Etbaal foi o bisavô de Dido, que fundou Cartago.
Etbaal, escrito como Jethbaal, é atestado na suposta inscrição na Pedra da Gávea.